# Radermachera
Radermachera tiếng Việt thường gọi là chi Rà - đẹt, Boọc Bịp, Rọc Rạch là một chi thực vật gồm khoảng 15-16 loài thực vật có hoa thuộc họ Đinh (Chùm ớt), chúng có phân bổ tự nhiên ở phía nam châu Á. Các loài cây thuộc chi này chủ yếu là cây thường xanh dạng bụi lớn đến gỗ lớn, chiều cao dao động từ 5 - 40m. Lá của các loài chủ yếu là dạng lá kép từ 1 đến 3 lần. Hoa thường mọc trực tiếp ra từ thân hoặc cành lớn, tràng hoa thường hợp hoặc xẻ nông dạng chuông đường kính 5–7 cm, màu của tràng hoa thường là trắng, hồng, tím hoặc vàng nhạt, vàng cam.
Tên của chi thực vật này được đặt vinh danh nhà tự nhiên học người Hà Lan ở thế kỷ 18 Jacob Cornelis Matthieu Radermacher sau khi ông mô tả và phân loại nhiều hệ thực vật trên các đảo Java và Sumatra.
Danh sách các loài
- Radermachera boniana Dop
- Radermachera coriacea Merr.
- Radermachera eberhardtii Dop
- Radermachera frondosa Chun & How
- Radermachera gigantea (Blume) Miquel
- Radermachera glandulosa (Blume) Miquel
- Radermachera hainanensis Merrill
- Radermachera inflata Steenis
- Radermachera microcalyx C. Y. Wu & W. C. Yin
- Radermachera peninsularis Steenis
- Radermachera pentandra Hemsley
- Radermachera pinnata (Blanco) Seem.
- Radermachera ramiflora Steenis
- Radermachera sinica (Hance) Hemsley
- Radermachera stellata Steenis
- Radermachera xylocarpa (Roxb.) K. Schum
- Radermachera yunnanensis C. Y. Wu & W. C. Yin
- Radermachera ignea (Kurz) Steenis. Có thể tách ra thành chi đơn loài với danh pháp Mayodendron igneum (Kurz) Kurz, 1877

## Sử dụng
Các loài thuộc chi này có nhiều tính năng sử dụng. Theo y học phương Đông thì nó được dùng như một loài thảo dược chữa một số bệnh sốt rét, lỵ, ỉa chảy, xấu máu. Ở Lào, một số loài có hoa có thể dùng làm thực phẩm. Ở Thái Lan, loài Radermachera ignea còn được xem như là biểu trưng cho 1 vùng đất, loài này cũng được trồng ở những nơi chủa chiền tôn nghiêm tâm linh. Cũng trong chi này còn có loài R. sinica được dùng làm cây cảnh bên trong nhà với mỹ quan đến từ các lá của chúng.